# Liste der Baudenkmale in Lüneburg
In der Liste der Baudenkmale in Lüneburg stehen alle Baudenkmale der niedersächsischen Stadt Lüneburg. Der Stand der Liste ist das Jahr 2022.

## Allgemein
In den Spalten befinden sich folgende Informationen:
- Lage: die Adresse des Baudenkmales und die geographischen Koordinaten. Kartenansicht, um Koordinaten zu setzen. In der Kartenansicht sind Baudenkmale ohne Koordinaten mit einem roten Marker dargestellt und können in der Karte gesetzt werden. Baudenkmale ohne Bild sind mit einem blauen Marker gekennzeichnet, Baudenkmale mit Bild mit einem grünen Marker.
- Bezeichnung: Bezeichnung des Baudenkmales
- Beschreibung: die Beschreibung des Baudenkmales. Unter § 3 Abs. 2 NDSchG werden Einzeldenkmale und unter § 3 Abs. 3 NDSchG Gruppen baulicher Anlagen und deren Bestandteile ausgewiesen.
- ID: die Objekt-ID des Baudenkmales
- Bild: ein Bild des Baudenkmales, ggf. zusätzlich mit einem Link zu weiteren Fotos des Baudenkmals im Medienarchiv Wikimedia Commons. Wenn man auf das Kamerasymbol klickt, können Fotos zu Baudenkmalen aus dieser Liste hochgeladen werden:

## Aufteilung
Wegen der großen Anzahl der Baudenkmale werden einzelne Straßen in Teillisten aufgeführt.

## A
Wegen der großen Anzahl der Baudenkmale werden einzelne Straßen in Teillisten aufgeführt.
- Altenbrückertorstraße
- Am Berge
- Am Iflock
- Am Markt
- Am Sande
- Am Stintmarkt
- Am Wienebütteler Weg
- An den Brodbänken
- An der Münze
- Auf dem Kauf
- Auf dem Meere
- Auf der Altstadt

| Lage                                                       | Bezeichnung                                      | Beschreibung | ID                                                                                    | Bild           |
| ---------------------------------------------------------- | ------------------------------------------------ | --- | ------------------------------------------------------------------------------------- | -------------- |
| Altenbrückerdamm 9 53° 14′ 58″ N, 10° 25′ 3″ O             | Villa                                            | Die Straße verläuft in Nord-Süd-Richtung und liegt zwischen Lösegraben und der Bahnlinie. Die Straße endet im Norden an der Lünertorstraße und im Süden an der Altenbrückertorstraße. In der Straße befindet sich ein denkmalgeschütztes, zweigeschossiges Wohnhaus. | 30663437                                                                              |                |
| Am Domänenhof 1 53° 15′ 37″ N, 10° 25′ 19″ O               | Kloster Lüne                                     | Um die vier Kreuzgangflügel angeordnete zweigeschossige Klostergebäude aus Backstein | 30659400                                                                              | Weitere Bilder |
| Am Domänenhof 53° 15′ 37″ N, 10° 25′ 20″ O                 | Klosterkirche                                    | Saalkirche aus Backstein von fünf kreuzrippengewölbten Jochen (das westlichste mit Sterngewölbe) und Chor mit 5/8-Schluss. Außengliederung mit Strebepfeilern und zweibahnigen Spitzbogenfenstern mit bekrönendem Oculus. Über dem westlichen Joch Dachreiter. In den westlichen knapp drei Jochen Nonnenempore mit Brüstungsmauer, deren östlicher Teil über Erdgeschosshalle von 2x3 Jochen, der westliche über Nebenräumen. Erbaut bald nach 1373 von Osten nach Westen, das westlichste Joch erst um 1479 hinzugefügt. | 30650079                                                                              |                |
| Am Domänenhof 53° 15′ 35″ N, 10° 25′ 17″ O                 | Krügerbau                                        | Ein- bis zweigeschossiger Backsteinbau unter Walmdach in Ziegeldeckung. Auf Nordseite zum Klosterhof rechts tiefer Risalit von vier Achsen, OG und Giebel in Fachwerk, unter Schopfwalmdach. Links daneben Eingang. Linker Teil eingeschossig mit Schleppgaupen. Südseite mittig mit hölzerner Loggia: unten zwei Terrassen mit Gartenzugang, oben zwei Balkone. Das Ganze begleitet von zwei schmalen turmartigen Risaliten, der rechte im OG in Fachwerk und mit Giebel, der linke in Backstein mit Schweifhaube. Erbaut 1901 bis 1902 als Wohnhaus für Konventualinnen durch Lüneburger Architekten Franz Krüger. | 37966025                                                                              |                |
| Am Domänenhof 1 53° 15′ 38″ N, 10° 25′ 15″ O               | Klosterkrug                                      | Nach einer Inschrift wurde der Klosterkrug im Jahre 1570 erbaut. Der Bauherr war Herzog Ernst II. von Braunschweig-Lüneburg. Das Fachwerkhaus ist heute noch ein Restaurant. | 30659475                                                                              |                |
| Am Domänenhof 2 53° 15′ 38″ N, 10° 25′ 17″ O               | Ehemalige Wassermühle                            | Die ehemalige Wassermühle wurde laut einer Inschrift im Jahre 1572 erbaut. | 30659450                                                                              | BW             |
| Am Domänenhof 4 53° 15′ 38″ N, 10° 25′ 20″ O               | Propstei                                         | Die Propstei wurde um 1500 erbaut. Im Jahre 1989 wurde das Haus zu Wohnungen und einem Restaurant umgebaut. | 30659425                                                                              |                |
| Am Domänenhof 8–14 53° 15′ 39″ N, 10° 25′ 22″ O            | Scheune                                          | Die Krughofscheune ist eine Fachwerkscheune, diese wurde in den 1980er Jahren zu Wohnhäusern umgebaut. | 30686841 30686825 30686857 30686873/1/-/ 30654891 30686841 30686825 30686857 30686873 | BW             |
| Am Fischmarkt 53° 15′ 5″ N, 10° 24′ 48″ O                  | Alter Kran                                       | Einen Kran an dieser Stelle ist bereits 1330 belegt. Im Jahre 1537 wurde der Kran mit einer neuen Mechanik versehen. 1795 wurde der Kran bei einem Hochwasser stark beschädigt, deswegen wurde 1797 ein neuer Kran gebaut. Die Tragkraft dieses Kranes betrug etwa 1,6 Tonnen. Mitte des 19. Jahrhunderts wurde der Transport auf die Bahn verlegt, daher wurde der Kran 1860 stillgelegt. Von 1999 bis 2004 wurde der Kran umfangreich restauriert. | 30654584                                                                              | Weitere Bilder |
| Am Fischmarkt 4a/4b 53° 15′ 4″ N, 10° 24′ 50″ O            | Wohnhaus                                         | Das zweigeschossige, traufständige Haus hat ein Satteldach. Das untere Geschoss ist massiv aus Backstein errichtet worden, das obere Geschoss ist ein Fachwerkgeschoss, welches überkragt. In der Mitte befindet sich der Eingang von 4b, davor eine fünfstufige Treppe. Direkt rechts neben diesem Eingang befindet sich die Trennwand zwischen beiden Häusern. Im Dach des Hauses 4a befindet sich ein Aufzugserker, darunter eine Speichertür. Der Keller des Hauses ist über ein Kellerhals mit zwei Klapptoren zugänglich. | 30665798/1/-/ 30654871 30665798                                                       |                |
| Am Fischmarkt 5 53° 15′ 4″ N, 10° 24′ 50″ O                | Wohnhaus                                         | Das zweigeschossige, traufständige Haus hat ein steiles Satteldach. Erbaut wurde es wahrscheinlich im 16. Jahrhundert. Die Fassade hat fünf Achsen, der Eingang befindet sich in der rechten Achse. Das Zwerchhaus geht über zwei Achsen, im Giebel des Zwerchhauses befindet sich ein Okulus. | 30665821                                                                              |                |
| Am Graalwall 7 53° 15′ 4″ N, 10° 24′ 2″ O                  | Wohnhaus                                         | Das traufständige Haus hat zwei Geschosse und ein Satteldach. Die Fassade hat fünf Achsen und ist mit einem Putzdekor versehen. Erbaut wurde es im Jahre 1892. | 30661757                                                                              |                |
| Am Graalwall 9 53° 15′ 4″ N, 10° 24′ 2″ O                  | Wohnhaus                                         | Erbaut wurde das Haus im Jahre 1898. Das Haus hat drei Geschosse und ein Satteldach. Die Fassade hat vier Achsen und ist ähnlich strukturiert wie das Haus Am Graalwall 7. Der Eingang ist in der linken Achse. Die Fenster im dritten Stock sind Rundbogenfenster, die Fenster im zweiten Stock sind segmentbogige Fenster. | 30661738                                                                              |                |
| Am Graalwall 12 53° 15′ 2″ N, 10° 24′ 1″ O                 | Wohnhaus                                         | Die Reithalle wurde im Jahre 1790 erbaut. Es ist die sogenannte Ritterakademie. Das Gebäude gehört ursprünglich zum Kloster St. Michaelis. | 30661738                                                                              | Weitere Bilder |
| Am Marienplatz 1 53° 15′ 3″ N, 10° 24′ 18″ O               | Kindergarten                                     | Der Marienplatz ist eine Fläche westlich des Rathauses. Hier stand ursprünglich die von einem Friedhof umgebene Kirche des Franziskanerklosters. Das Gotteshaus wurde von 1576 bis 1681 durch einen Neubau ersetzt, der Ende des 17. Jahrhunderts einstürzte, jedoch wieder aufgebaut wurde. Endgültig abgerissen wurde die Kirche in den Jahren 1818/1819. Die Ratsbibliothek ist von den Klostergebäuden übrig geblieben. | 30681412                                                                              |                |
| Am Marienplatz 2 53° 15′ 3″ N, 10° 24′ 19″ O               | ehem. Zucht- und Werkhaus                        | | 30681430                                                                              |                |
| Am Marienplatz 2a 53° 15′ 4″ N, 10° 24′ 20″ O              | Wohnhaus                                         | | 30680763                                                                              |                |
| Am Marienplatz 3 53° 15′ 3″ N, 10° 24′ 21″ O               | Franziskanerkloster St. Marien/Ratsbücherei      | Nahezu unmittelbar hinter der ehemaligen Stadtmauer in der Altstadt gelegener zweigeschossiger Backsteinbau unter steilem, nach Westen abgewalmtem Dach, errichtet Ende des 15. Jahrhunderts. In der Blickachse der Straße Am Ochsenmarkt nach Osten ein repräsentativer Giebel mit sichtbarer Baunaht des barocken erweiterten Umrisses mit Sandsteindekor als langgezogene Voluten und Bekrönung. Im oberen Bereich des Giebeldreiecks Figurennische mit weiblicher Sandsteinfigur. Großflächige Fenster mit kleinteiliger Sprossenteilung, nach Süden im Erdgeschoss in großzügigen Schildbögen der Kreuzgewölbe des verbauten Innenraumes aus dem 13. Jahrhundert platziert, dazwischen dreiseitige Kolossalpfeiler über zwei Geschosse.                                                                                   | 30654932                                                                              |                |
| Am Neuen Felde 10 53° 14′ 32″ N, 10° 23′ 48″ O             | Friedhof                                         | Der jüdischer Friedhof wurde von 1827 bis 1939 belegt. Vor dieser Zeit wurden die Verstorbenen nach Celle, Bleckede oder anderen Orten gebracht. Im Jahre 1823 erhielten die Juden Lüneburgs dann nach langem Warten das Grundstück auf Erbzins. Im Jahre 1884 wurde der Friedhof erweitert. 1912/1913 wurde eine Friedhofskapelle gebaut. | 30685109                                                                              | Weitere Bilder |
| Am Ochsenmarkt 1a 53° 15′ 1″ N, 10° 24′ 29″ O              | Heinrich-Heine-Haus                              | Das Haus befindet sich nördlich des Rathauses an der Ecke zur Burmeisterstraße, hier befindet sich auch das Haupthaus. Hier kann ein Haus ab 1300 nachgewiesen werden. In dem Haus sind umfangreiche Deckenmalereien aus dem 18. Jahrhundert erhalten. | 30655000                                                                              | Weitere Bilder |
| Am Ochsenmarkt 3 53° 15′ 3″ N, 10° 24′ 25″ O               | Amtsgericht                                      | In dem Verwaltungsgebäude befindet sich seit 1983 das Amtsgericht. Erbaut wurde das Haus ab 1845, fertiggestellt wurde es laut einer Inschrift im Jahre 1849. Die Fassade hat 11 Achsen, an den Ecken befinden sich dreiachsige Risalite. Die Fassade ist im neugotischen Stil gehalten mit Anlehnungen an den Tudorstil. Das flache Walmdach wird von einem Zinnenkranz aus gelben Ziegeln teilweise verdeckt. | 30668342                                                                              |                |
| Am Schifferwall 1a 53° 15′ 6″ N, 10° 24′ 55″ O             | Wohnhaus                                         | Die Straße am Schifferwall wurde um 1890 angelegt. Der Name leitet sich von dem frühere hier verlaufenden Wall ab. Ab 1890 wurde die Straße bebaut. | 30665030                                                                              | Weitere Bilder |
| Am Schifferwall 1 53° 15′ 7″ N, 10° 24′ 55″ O              | Wohnhaus                                         | | 30665010                                                                              | BW             |
| Am Schifferwall 2/2a 53° 15′ 7″ N, 10° 24′ 55″ O           | Doppelhaus                                       | | 30658526/1/-/ 30665010 30658526                                                       |                |
| Am Schifferwall 3 53° 15′ 8″ N, 10° 24′ 54″ O              | Wohnhaus                                         | | 30665050                                                                              |                |
| Am Schifferwall 4 53° 15′ 9″ N, 10° 24′ 54″ O              | Wohnhaus                                         | | 30655469                                                                              |                |
| Am Schifferwall 53° 15′ 9″ N, 10° 24′ 54″ O                | Gedenkstein                                      | Das Denkmal Schifferwall entstand 1939 nach Vorlagen des Bildhauers August Waterbeck aus Hannover für das 13. Kavallerie-Regiments. Weiter steht Am Schifferwall ein Denkmal für eine in der NS-Zeit hier vorhanden gewesene Synagoge. Diese wurde am 28. Oktober 1938 mit politischem Druck an die Industrie- und Handelskammer verkauft und abgerissen. Es ist ein schlichter Stein mit deutscher und hebräischer Inschrift. | 30686709                                                                              |                |
| Am Springintgut 2 53° 15′ 4″ N, 10° 24′ 1″ O               | Wohnhaus                                         | Die Straße wurde nach dem ehemaligen Bürgermeister Johann Springintgut benannt, gestorben im Jahr 1455. Die Häuser wurden Ende des 19. Jahrhunderts erbaut. | 30658748                                                                              |                |
| Am Springintgut 4 53° 15′ 4″ N, 10° 24′ 1″ O               | Wohnhaus                                         | | 30687278                                                                              |                |
| Am Springintgut 7 53° 15′ 5″ N, 10° 24′ 0″ O               | Wohnhaus                                         | | 30661470                                                                              |                |
| Am Springintgut 9 53° 15′ 6″ N, 10° 24′ 0″ O               | Wohnhaus                                         | | 30661490                                                                              |                |
| Am Springintgut 11 53° 15′ 6″ N, 10° 24′ 0″ O              | Wohnhaus                                         | | 30661508                                                                              |                |
| Am Springintgut 13 53° 15′ 7″ N, 10° 24′ 0″ O              | Wohnhaus                                         | | 30661525                                                                              |                |
| Am Springintgut 15 53° 15′ 7″ N, 10° 24′ 0″ O              | Wohnhaus                                         | | 30661542                                                                              |                |
| Am Springintgut 17 53° 15′ 7″ N, 10° 24′ 0″ O              | Wohnhaus                                         | | 30661559                                                                              |                |
| Am Wasserturm 1 53° 14′ 48″ N, 10° 24′ 47″ O               | Wasserturm                                       | Über viereckigem hohem Unterbau 54,66 m hoch aufragender runder Backsteinturm mit Zinnenbekrönung. Unterbau mit drei Ebenen, die durch Gesimsbänder in Putzgestaltung voneinander getrennt sind, rundbogige Öffnungen immer paarweise zusammengefasst, Attikabekrönung mit Staffelgiebeln und vier runden Ecktürmen unter Kegeldächern. Darüber zurückspringender Rundturm, im unteren Bereich mit Lisenengliederung, im oberen ebenfalls eine Dreigeschossigkeit andeutend mit spitzbogigen Blendfeldern mit Putzfüllung. Skizzenhafter Entwurf 1905 vom Lüneburger Stadtbaumeister Richard Wilhelm Kampf, detaillierte Ausarbeitung und Ausführung durch den Lüneburger Architekten Franz Krüger 1905 bis 1907. Hängebodenbehälter aus genieteten Eisenblechen erhalten, weitere technische Ausstattung weitgehend entfernt. | 30665592                                                                              | Weitere Bilder |
| Am Werder 1 53° 15′ 7″ N, 10° 24′ 52″ O                    | Wohnhaus                                         | Die Straße befindet sich rechts der Ilmenau. An der Ostseite der Straße stehen moderne Häuser, an der Westseite befinden sich die Häuser 1 und 1a. | 30664643                                                                              |                |
| Am Werder 1a 53° 15′ 6″ N, 10° 24′ 52″ O                   | Wirtschaftsgebäude                               | | 30687549                                                                              |                |
| Am Werder 10 53° 15′ 3″ N, 10° 24′ 51″ O                   | Wohnhaus                                         | | 30664703                                                                              |                |
| Am Werder 11 53° 15′ 3″ N, 10° 24′ 51″ O                   | Wohnhaus                                         | | 30655618                                                                              |                |
| An den Reeperbahnen 1 53° 14′ 42″ N, 10° 24′ 25″ O         | Gemeindehaus                                     | Hier befanden sich die Arbeitsstätten der Reepschläger, wonach die Straße dann benannt wurde. Die Straße liegt südlich der Altstadt und hat eine Länge von etwa 170 Meter. Das Haus wurde von Architekt Hans Holthey entworfen. | 30687842                                                                              |                |
| Apothekenstraße 4 53° 14′ 57″ N, 10° 24′ 27″ O             | Wohnhaus                                         | | 30674411                                                                              |                |
| Apothekenstraße 6 53° 14′ 57″ N, 10° 24′ 27″ O             | Wohnhaus                                         | | 30674393                                                                              |                |
| Apothekenstraße 10 53° 14′ 57″ N, 10° 24′ 26″ O            | Wohnhaus                                         | | 30674355                                                                              |                |
| Apothekenstraße 15 53° 14′ 56″ N, 10° 24′ 27″ O            | Wohnhaus                                         | | 30674520                                                                              |                |
| Apothekenstraße 17 53° 14′ 56″ N, 10° 24′ 26″ O            | Hintergebäude                                    | | 30681211                                                                              |                |
| Auf dem Harz 5 53° 14′ 41″ N, 10° 24′ 10″ O                | Gaststätte                                       | Die kurze Straße befindet sich südlich des Lambertiplatzes. Sie wurde bereits 1282 erwähnt, der Name leitet sich von „Hore“ ab, der mittelniederdeutschen Bezeichnung für Schlamm oder Schmutz. Das Haus wurde 1908 als Gastwirtschaft und „Central-Herberge“ gebaut. Es ist ein zweigeschossiges Haus aus gelbem Backstein mit einem Walmdach. | 30677541                                                                              |                |
| Auf dem Klosterhof 1 53° 15′ 4″ N, 10° 24′ 20″ O           | Wohnhaus                                         | Der Platz Auf dem Klosterhof befindet sich nördlich des Marienplatzes und war somit Teil des Klosters. Das Kloster wurde 1235 gegründet. | 30657576                                                                              |                |
| Auf dem Klosterhof 1a 53° 15′ 5″ N, 10° 24′ 20″ O          | Wohnhaus                                         | | 30657601                                                                              |                |
| Auf dem Klosterhof 1b, c, d, e 53° 15′ 5″ N, 10° 24′ 20″ O | Wohnhaus                                         | | 30657626                                                                              |                |
| Auf dem Michaeliskloster 2a/2b 53° 15′ 1″ N, 10° 24′ 4″ O  |                                                  | Das Benediktinerkloster St. Michaelis wurde ab dem Jahr 1376 errichtet. Das Kloster existiert bis in das Jahr 1619. Im Jahre 1850 fielen die Gebäude an den Hannoverschen Klosterfond. Hier wurden darauf Verwaltungsgebäude errichtet. | 30676222                                                                              | Weitere Bilder |
| Auf dem Michaeliskloster 3 53° 14′ 59″ N, 10° 23′ 59″ O    | Pförtnerhaus                                     | | 30676204                                                                              |                |
| Auf dem Michaeliskloster 4 53° 14′ 59″ N, 10° 24′ 4″ O     | Ritterakademie (heute: Kreisverwaltung Lüneburg) | | 30656011                                                                              |                |
| Auf dem Michaeliskloster 8 53° 15′ 1″ N, 10° 24′ 5″ O      | Wasserwirtschaftsamt                             | | 30676247                                                                              |                |
| Auf dem Wüstenort 2 53° 14′ 57″ N, 10° 24′ 36″ O           | Hinterhaus                                       | Die Straße wurde bereits im Jahre 1446 als „wuste wurd“ bezeichnet. Entweder war das Gebiet davor nicht bebaut oder es bildete die Bebauungsgrenze der alten Siedlung Modestorpe. Im Rahmen der Sanierung des Glockenhofes wurden mehrere Häuser aus dem 16. und 17. Jahrhundert für ein Kaufhaus und im nördlichen Bereich für ein Parkhaus abgerissen. | 30673750                                                                              | BW             |
| Auf dem Wüstenort 2 53° 14′ 57″ N, 10° 24′ 36″ O           | Hofflügel                                        | | 30652085                                                                              | BW             |
| Auf dem Wüstenort 3 53° 14′ 57″ N, 10° 24′ 36″ O           | Hinterhaus                                       | | 30673773                                                                              | BW             |
| Auf dem Wüstenort 6 53° 14′ 56″ N, 10° 24′ 36″ O           | Wohnhaus                                         | | 30656031                                                                              |                |
| Auf dem Wüstenort 7 53° 14′ 56″ N, 10° 24′ 35″ O           | Hinterhaus                                       | | 30673795                                                                              | BW             |
| Auf dem Wüstenort 10 53° 14′ 57″ N, 10° 24′ 39″ O          | Wohnhaus                                         | | 30656056                                                                              |                |
| Auf dem Wüstenort 11 53° 14′ 56″ N, 10° 24′ 38″ O          | Wohnhaus                                         | | 30656076                                                                              |                |
| Auf dem Wüstenort 12 53° 14′ 56″ N, 10° 24′ 38″ O          | Wohnhaus                                         | | 30656099                                                                              |                |
| Auf der Hude 8 53° 15′ 16″ N, 10° 24′ 47″ O                | Warburg                                          | Bereits im Jahre 1302 befand sich hier eine „holthude“. Das über die Ilmenau gelieferte Holz wurde hier gelagert und getrocknet. Holz wurde für die Saline benötigt, aber auch für Ziegeleien, Brauereien, Bäckereien und die Gipsbrennereien. In der Straße steht direkt am Wasser noch ein handgetriebener Kran aus der Zeit um 1900. Das Haus wird auch als Warburg bezeichnet. | 30655713                                                                              |                |
| Auf der Hude 53° 15′ 15″ N, 10° 24′ 47″ O                  | Drehkran                                         | Alter Ilmenauhafen, Außenhafen | 30655740                                                                              |                |
| Auf der Rübekuhle 7 53° 14′ 50″ N, 10° 24′ 9″ O            | Wohnhaus                                         | Die Straße verbindet die Salzbrückenstraße mit der Straße Auf der Altstadt. Im Jahre 1486 wurde ein Hamburger Bierkeller gegründet, dieser erhielt den Namen „rovekule“. | 30680206                                                                              |                |
| Auf der Rübekuhle 7b 53° 14′ 50″ N, 10° 24′ 9″ O           | Wohnhaus                                         | | 30680188                                                                              |                |

## B
Wegen der großen Anzahl der Baudenkmale werden einzelne Straßen in Teillisten aufgeführt.
- Barckhausenstraße
- Bardowicker Straße
- Bei der Nikolaikirche
- Bei der Ratsmühle
- Bei der St. Johanniskirche
- Beim Benedikt
- Bleckeder Landstraße

| Lage                                                      | Bezeichnung                                   | Beschreibung | ID                                                                  | Bild           |
| --------------------------------------------------------- | --------------------------------------------- | --- | ------------------------------------------------------------------- | -------------- |
| Bahnhofstraße 1 53° 14′ 59″ N, 10° 25′ 9″ O               | Empfangsgebäude der Strecke Lüneburg-Buchholz | Das Bahnhofsgebäude wurde von 1874 bis 1875 erbaut. Es ist ein Bau mit neun Achsen, in der Mitte ein dreigeschossiger Risalit. Vor dem Gebäude eine Freitreppe. Es ist der alte Bahnhof Lüneburg West. Heute ist hier eine Spielhalle. | 30658994                                                            |                |
| Bardowicker Wall 53° 15′ 4″ N, 10° 24′ 13″ O              | Denkmal                                       | Die Befestigung lässt sich bis in das Mittelalter verfolgen. Der Wall verläuft parallel zur Straße Hinter der Bardowicker Mauer. Das Denkmal wurde für Johanna Stegen errichtet. Es steht an der Ecke Hinter der Bardowicker Straße/Egersdorffstraße. Den Entwurf für das Denkmal hat Karl Gundelach erstellt. Auf einer Reliefplatte befindet sich ein Bild von Johanna Stegen. | 30686358                                                            | Weitere Bilder |
| Bastionsstraße 3 53° 15′ 10″ N, 10° 24′ 10″ O             | Wohnhaus                                      | Der Name erinnert an die ehemalige Stadtbefestigung, die sich hier befand. Die Straße verläuft in nördlich bis nordöstlicher Richtung. Die drei denkmalgeschützten Ziegelhäuser Nummer 3, 4 und 5 wurden um 1895/1896 im Stil der Neugotik erbaut. | 30661322                                                            |                |
| Bastionsstraße 4 53° 15′ 10″ N, 10° 24′ 10″ O             | Wohnhaus                                      | | 30661339                                                            |                |
| Bastionsstraße 5 53° 15′ 10″ N, 10° 24′ 11″ O             | Wohnhaus                                      | | 30661356                                                            |                |
| Baumstraße 3 53° 15′ 8″ N, 10° 24′ 37″ O                  | Wohnhaus                                      | Die Baumstraße wird seit 1894 so genannt, vorher war sie Teil der Straße Hinter der Bardowicker Mauer. Hier verlief die nördliche Stadtmauer in ihrem östlichen Abschnitt. | 30656357                                                            | Weitere Bilder |
| Bei der Abtsmühle 1 53° 15′ 2″ N, 10° 24′ 47″ O           | Wassermühle                                   | Die Straße wurde benannt nach der an der Ilmenau gelegenen Abtsmühle. | 30654519                                                            | Weitere Bilder |
| Bei der Abtsmühle 2 53° 15′ 2″ N, 10° 24′ 48″ O           | Wasserturm                                    | Der Wasserturm „Abtswasserkunst“ an der Brausebrücke wurde von 1530 bis 1531 errichtet und ist heute vermutlich der älteste Deutschlands. | 30650001                                                            |                |
| Bei der Abtspferdetränke 1 53° 15′ 1″ N, 10° 24′ 43″ O    | Wohn-/Geschäftshaus                           | Oberhalb der Abtsmühle befand sich im 14. Jahrhundert eine Pferdetränke. Der Name der Straße rührt von dieser Tränke. | 30664061                                                            |                |
| Bei der Abtspferdetränke 2 53° 15′ 1″ N, 10° 24′ 43″ O    | Wohnhaus                                      | | 30664040                                                            |                |
| Bei der Abtspferdetränke 2 53° 15′ 1″ N, 10° 24′ 45″ O    | Anbau                                         | | 30644588                                                            |                |
| Bei der Lüner Mühle 1 53° 15′ 3″ N, 10° 24′ 49″ O         | Lüner Mühle                                   | Südlich des Fischmarktes und der Straße Am Fischmarkt ist die Lüner Mühle und die Straße Bei der Lüner Mühle. Es ist ein zweigeschossiges Fachwerkhaus. Erbaut laut einer Inschrift im Jahre 1576, ein Erweiterungsbau kam im Jahre 1874 hinzu. Heute das Restaurant eines naheliegenden Hotels.                                                                                 | 30654846                                                            | Weitere Bilder |
| Bei der St. Lambertikirche 1 53° 14′ 44″ N, 10° 24′ 12″ O | Wohn-/Geschäftshaus                           | Der Platz befindet sich nördlich des Salinengeländes. Hier stand bis 1860/1861 die Lambertikirche. Wegen Senkungsschäden durch den Salzabbau in Lüneburg musste die Kirche 1860/1861 abgerissen werden. Die Kirche war eine Backsteinkirche mit drei Schiffen. | 30679341                                                            |                |
| Beim Kalkberg 6 53° 14′ 53″ N, 10° 23′ 43″ O              | Des Bauverwalters Wohnung                     | Im Jahre 1730 wurde für den Kalkbruch-Inspektor ein Haus erbaut. | 30661373                                                            | Weitere Bilder |
| Beim Kalkberg 7 53° 14′ 55″ N, 10° 23′ 40″ O              | Gipsofen                                      | | 30649630                                                            |                |
| Bockelmannstraße 53° 15′ 40″ N, 10° 25′ 10″ O             | Eisenbahnbrücke über die Ilmenau              | Die Eisenbahnbrücke befindet sich nördlich von Lüneburg in unmittelbarer Nähe des Klosters Lüne. Die Brücke wurde bereits 1847 erbaut, die Überbauten waren aus Holz. Im Jahre 1860 wurde diese aus Ziegelmauerwerk ersetzt. | 37965783                                                            | BW             |
| Brockwinkler Weg 5 53° 15′ 25″ N, 10° 23′ 2″ O            | Oberwärterhaus                                | | 30685766                                                            | BW             |
| Burmeisterstraße 1 53° 15′ 5″ N, 10° 24′ 29″ O            | Wohnhaus                                      | Der Name der Straße stammt vom Gerichtsdiener (Gerichtsburmestery) ab. | 30667066                                                            |                |
| Burmeisterstraße 10–13 53° 15′ 5″ N, 10° 24′ 28″ O        | Wohnhaus                                      | Die Häuser 10/11 und 12/13 wurden bei einem Brand im Jahre 1977 stark beschädigt, bei dem Wiederaufbau wurden sie erneuert. | 30651380 30666012 30656597/1/-/ 30651354 30651380 30666012 30656597 |                |
| Burmeisterstraße 14 53° 15′ 4″ N, 10° 24′ 28″ O           | Hintergebäude                                 | | 30666053                                                            |                |

## C
| Lage                                                                     | Bezeichnung | Beschreibung | ID                              | Bild |
| ------------------------------------------------------------------------ | ----------- | --- | ------------------------------- | ---- |
| Clamart-Park Kriegerdenkmal, Reiter-Denkmal 53° 15′ 21″ N, 10° 24′ 40″ O |             | Der Park wurde im Jahre 1874 angelegt. Er wurde benannt nach der Partnerstadt Lüneburgs in Frankreich, Clamart. Das erste Denkmal ist ein Figurengruppe als Kriegerdenkmal für 19 im Deutsch-Französischen Krieg gefallene Lüneburger. Der Bildhauer war Engelbert Peiffer, er hat es 1875 erstellt. Das zweite Denkmal ist ein Reiterdenkmal des Bildhauers Emil Cauers aus dem Jahr 1939. Das Denkmal gedenkt an die Gefallenen des zweiten Hannoverschen Dragonerregiments Nr. 16. | 30663919/1/-/ 41704307 30663919 |      |

## D
| Lage                                                     | Bezeichnung         | Beschreibung | ID       | Bild |
| -------------------------------------------------------- | ------------------- | --- | -------- | ---- |
| Dahlenburger Landstraße 66 53° 14′ 53″ N, 10° 25′ 39″ O  | Gedenkstein         | Die Dahlenburger Landstraße ist die ehemalige Danneberger Heerstraße. Die Straße führt in südöstlicher Richtung bis Neu Hagen. Der Gedenkstein erinnert an zwei Männer, die hier am 1. April 1813 erschossen wurden.       | 30660364 | BW   |
| Dahlenburger Landstraße 66 53° 14′ 54″ N, 10° 25′ 39″ O  | Wohnhaus            | Das Haus wurde 1877 erbaut. | 30660344 | BW   |
| Dahlenburger Landstraße 72 53° 14′ 52″ N, 10° 25′ 52″ O  | Wohnhaus            | Das Haus wurde in den Jahren 1901/1902 erbaut. | 30660383 | BW   |
| Dahlenburger Landstraße 73 53° 14′ 52″ N, 10° 25′ 52″ O  | Wohn-/Geschäftshaus | Das Haus wurde in den Jahren 1901/1902 erbaut. | 30649884 | BW   |
| Dahlenburger Landstraße 151 53° 14′ 39″ N, 10° 26′ 53″ O | Schule              | Die ehemalige Schule wurde 1910/1911 errichtet. | 30659718 | BW   |
| Dammstraße 10 53° 15′ 8″ N, 10° 25′ 18″ O                | Wohnhaus            | Die Dammstraße befindet sich östlich der Bahnlinie. Wahrscheinlich hat die Straße den Namen von einer erhöhten Lage. Die dreigeschossigen Häuser wurden von 1905 bis 1909 im Stil der norddeutschen Backsteingotik erbaut. | 30660920 |      |
| Dammstraße 12 53° 15′ 8″ N, 10° 25′ 18″ O                | Wohnhaus            | | 30660937 |      |
| Dammstraße 16 53° 15′ 10″ N, 10° 25′ 18″ O               | Wohnhaus            | | 30660972 |      |
| Dammstraße 18 53° 15′ 10″ N, 10° 25′ 18″ O               | Wohnhaus            | | 30660989 |      |
| Dammstraße 20 53° 15′ 11″ N, 10° 25′ 18″ O               | Wohnhaus            | | 30661006 |      |
| Dammstraße 22 53° 15′ 11″ N, 10° 25′ 18″ O               | Wohnhaus            | | 30661023 |      |
| Dammstraße 24 53° 15′ 11″ N, 10° 25′ 18″ O               | Wohnhaus            | | 30661040 | BW   |

## E
| Lage                                                 | Bezeichnung  | Beschreibung | ID       | Bild           |
| ---------------------------------------------------- | ------------ | --- | -------- | -------------- |
| Egersdorffstraße 1a 53° 15′ 3″ N, 10° 24′ 15″ O      | Wohnhaus     | Die Straße wurde nach dem Justizrat und Syndikus der Handelskammer Georg Egersdorff benannt. Das Haus wurde wahrscheinlich um 1439 erbaut. Im Inneren des Hauses befindet sich eine barocke Rahmenstuckdecke. | 30665994 | Weitere Bilder |
| Egersdorffstraße 2 53° 15′ 3″ N, 10° 24′ 11″ O       | Wohnhaus     | | 30676432 |                |
| Enge Straße 1 53° 14′ 50″ N, 10° 24′ 23″ O           | Nebengebäude | Das Haus Enge Straße 1 ist der Flügelbau des Hauses Grapengießerstraße 45. Inschriftlich wurde das Haus im Jahre 1593 erbaut. Es ist ein zweigeschossiger Backsteinbau.                                       | 30673214 |                |
| Erbstorfer Landstraße 5 53° 15′ 41″ N, 10° 25′ 47″ O | Villa        | Die Straße führt nach Erbstorf im Nordosten der Stadt, dabei überquert sie die B 4 und eine Bahnlinie. Erbaut wurde das Haus laut Inschrift im Jahre 1909. Es wird auch als „Villa Waldesfrieden“ bezeichnet. | 37965887 | BW             |

## F
Wegen der großen Anzahl der Baudenkmale werden einzelne Straßen in Teillisten aufgeführt.
- Feldstraße

| Lage                                         | Bezeichnung        | Beschreibung | ID       | Bild           |
| -------------------------------------------- | ------------------ | --- | -------- | -------------- |
| Finkstraße 3 53° 15′ 1″ N, 10° 24′ 38″ O     | Hinterhaus         | Die Finkstraße ist eine kurze Straße in der Nähe des Platzes Am Markt. Sie läuft in Nord-Ost-Richtung zwischen Rosenstraße und Münzstraße. | 30670613 |                |
| Finkstraße 3a 53° 15′ 1″ N, 10° 24′ 38″ O    | Wohnhaus           | | 30656640 |                |
| Finkstraße 3b 53° 15′ 0″ N, 10° 24′ 38″ O    | Wohnhaus           | | 30656660 |                |
| Finkstraße 4 53° 15′ 0″ N, 10° 24′ 38″ O     | Wirtschaftsgebäude | | 30670631 |                |
| Friedenstraße 6 53° 14′ 43″ N, 10° 24′ 36″ O | Handwerkskammer    | Die Straße liegt südöstlich der Altstadt, sie verläuft in West-Ost-Richtung. Sie wurde 1860 angelegt, dabei wurde der Rote Wall beseitigt. Den heutigen Namen erhielt die Straße nach dem Frankfurter Frieden im Jahre 1887. Von 1939 bis 1945 war die Straße Teil der Gauleiter-Telschow-Straße, ab 1949 erhielt die Straße wieder den alten Namen. | 30663844 |                |
| Frommestraße 2 53° 15′ 9″ N, 10° 24′ 7″ O    | Tor                | Das Eiserne Tor, auch „Tor zur Unterwelt“ genannt, wird nicht nur als Baudenkmal, sondern auch als Naturdenkmal (ND-LG-124) geführt. Als „geologisches Denkmal“ dokumentiert es in letztgenanntem Zusammenhang die geologische Situation in Lüneburg und ist so stadtgeschichtlich bedeutsam. Der unter Teilen der Lüneburger Innenstadt liegende große Salzstock stellt die geologische Besonderheit dar, die für den heutigen Zustand des Tores verantwortlich ist: Das Auslaugen der salzhaltigen Erdschichten durch Grundwasserströme löst in bestimmen Bereichen das anstehende Gestein, was – je nach eigener Festigkeit – zu einem Absacken des darüber liegenden Gesteins führt. Infolgedessen hat sich das 1898 errichtete Eiserne Tor seit dem „um fast zwei Meter in die Tiefe bewegt, die Torflügel haben sich dabei übereinander geschoben“. Die Torflügel sind allerdings seit Mai 2016 verschwunden und wurden vermutlich gestohlen. Durch den mittlerweile erreichten Neigungsgrad eines der beiden Pfeiler, ist es nötig geworden, ihn abzustützen. | 37965844 | Weitere Bilder |
| Frommestraße 6 53° 15′ 9″ N, 10° 24′ 3″ O    | Wohnhaus           | | 30651621 |                |
| Frommestraße 7 53° 15′ 9″ N, 10° 24′ 3″ O    | Wohnhaus           | | 30661845 |                |

## G
Wegen der großen Anzahl der Baudenkmale werden einzelne Straßen in Teillisten aufgeführt.
- Görgesstraße
- Grapengießerstraße
- Große Bäckerstraße

| Lage                                           | Bezeichnung  | Beschreibung | ID       | Bild           |
| ---------------------------------------------- | ------------ | --- | -------- | -------------- |
| Garlopstraße 2 53° 15′ 11″ N, 10° 24′ 22″ O    | Wohnhaus     | Die Garlopstraße wurde nach der Lüneburger Familie Garlop benannt. Es ist ein nur 35 Meter lange Straße, die von der Hindenburgstraße in Richtung Süden abgeht. Die Villa wurde 1914/1915 erbaut. | 30686961 |                |
| Glockenstraße 1a 53° 14′ 54″ N, 10° 24′ 34″ O  | Hinterflügel | Die Glockenstraße verläuft in West-Ost-Richtung als Verlängerung der Unteren Schrangenstraße und geht über in die Papenstraße.                                                                    | 45679690 |                |
| Glockenstraße 2/3 53° 14′ 54″ N, 10° 24′ 35″ O | Wohnhaus     | | 30673624 |                |
| Glockenstraße 9 53° 14′ 54″ N, 10° 24′ 36″ O   | Zeughaus     | Das Zeughaus wurde 1482 bis 1484 als dreigeschossiges Backsteinhaus erbaut. Es diente als Korn- und Mehlmagazin.                                                                                  | 30656681 | Weitere Bilder |

## H
Wegen der großen Anzahl der Baudenkmale werden einzelne Straßen in Teillisten aufgeführt.
- Heiligengeiststraße
- Henningstraße
- Hindenburgstraße
- Hinter dem Brunnen

| Lage                                                        | Bezeichnung      | Beschreibung | ID       | Bild |
| ----------------------------------------------------------- | ---------------- | --- | -------- | ---- |
| Haagestraße 1 53° 14′ 47″ N, 10° 24′ 43″ O                  | Schule           | Die Straße liegt südöstlich der Altstadt und wurde nach Niederlegung des Roten Walls um 1860 angelegt. Sie hieß erst Schulstraße, dann Haagestraße und Gauleiter-Telschow-Straße. Nach dem Krieg hieß die Straße Rote Wall und ab 1949 wieder Haagestraße. | 30681627 |      |
| Hasenburg 1 53° 13′ 29″ N, 10° 23′ 37″ O                    | Wartturm         | | 30657214 | BW   |
| Hasenburg 3 53° 13′ 28″ N, 10° 23′ 41″ O                    | Mühle            | | 43750648 | BW   |
| Hinter der Bardowicker Mauer 1 53° 15′ 8″ N, 10° 24′ 32″ O  | Wohnhaus         | In der Straße befinden sich eingeschossige, traufständige Häuser. Die Häuser sind hauptsächlich im 18. Jahrhundert entstanden. Sie wurden erbaut als Dienstwohnungen für Stadtangestellte und Arbeiter in den Salinen.                                     | 30666996 |      |
| Hinter der Bardowicker Mauer 5 53° 15′ 5″ N, 10° 24′ 18″ O  | Wohnhaus         | | 30668417 |      |
| Hinter der Bardowicker Mauer 6 53° 15′ 5″ N, 10° 24′ 17″ O  | Wohnhaus         | | 30668441 |      |
| Hinter der Bardowicker Mauer 7 53° 15′ 5″ N, 10° 24′ 17″ O  | Wohnhaus         | | 30668459 |      |
| Hinter der Bardowicker Mauer 14 53° 15′ 7″ N, 10° 24′ 32″ O | Hinterhaus       | | 30667014 |      |
| Hinter der Bardowicker Mauer 53° 15′ 7″ N, 10° 24′ 18″ O    | Grünanlage       | | 41632026 |      |
| Hinter der Sülzmauer 45 53° 14′ 49″ N, 10° 24′ 2″ O         | Wohnhaus         | Die Straße liegt westlich der Altstadt in der Nähe des Kalkberges. Sie soll schon im Jahre 1421 bestanden haben. | 30676799 |      |
| Hinter der Sülzmauer 46 53° 14′ 49″ N, 10° 24′ 2″ O         | Wohnhaus         | Die Nr. 46 ist ein eingeschossiges, traufständiges Haus mit einer Bausubstanz aus dem 18. Jahrhundert oder früher. | 30676725 |      |
| Hinter der Sülzmauer 57 53° 14′ 47″ N, 10° 24′ 1″ O         | Arbeiterwohnhaus | Im Jahre 1949 wurde eingeschossige Wohnhäuser für Flüchtlinge erbaut (Nr. 57–60) | 30677559 |      |
| Hinter der Sülzmauer 58 53° 14′ 46″ N, 10° 24′ 0″ O         | Arbeiterwohnhaus | | 30677577 |      |
| Hinter der Sülzmauer 59 53° 14′ 46″ N, 10° 24′ 1″ O         | Arbeiterwohnhaus | | 30677595 |      |
| Hinter der Sülzmauer 60 53° 14′ 46″ N, 10° 24′ 2″ O         | Arbeiterwohnhaus | | 30677613 |      |

## I
Wegen der großen Anzahl der Baudenkmale werden einzelne Straßen in Teillisten aufgeführt.
- In der Techt

| Lage                                                          | Bezeichnung   | Beschreibung | ID       | Bild |
| ------------------------------------------------------------- | ------------- | --- | -------- | ---- |
| Ilmenaustraße 1 53° 15′ 0″ N, 10° 24′ 45″ O                   | Wohnhaus      | Die Ilmenaustraße folgt der Ilmenau auf der westlichen Seite. Sie beginnt an der Abtsmühle im Norden und geht bis zur Altenbrückertorstraße im Süden. In der heutigen Form wurde die Straße ab 1895 geplant und erbaut. | 30664739 |      |
| Ilmenaustraße 2 53° 14′ 59″ N, 10° 24′ 45″ O                  | Wohnhaus      | | 30664721 |      |
| Ilmenaustraße 8 53° 14′ 57″ N, 10° 24′ 48″ O                  | Wohnhaus      | | 30664470 |      |
| Ilmenaustraße 9 53° 14′ 56″ N, 10° 24′ 48″ O                  | Wohnhaus      | | 30664488 |      |
| Im Schießgraben 1 53° 15′ 1″ N, 10° 24′ 51″ O                 | Wohnhaus      | Die Bezeichnung steht für ein Gebiet, welches südlich der Abtsmühle liegt. Hier standen die Schießstände der Schützen. Das Haus Im Schießgraben 1 ist ein Hotel, das wurde 1890 im Neurenaissancestil erbaut.           | 30655598 |      |
| Im Wendischen Dorfe 1 53° 15′ 6″ N, 10° 24′ 44″ O             | Fabrikgebäude | | 30665699 |      |
| Im Wendischen Dorfe 1 Viskulenhof 53° 15′ 6″ N, 10° 24′ 45″ O | Straßenfläche | | 30683517 |      |
| Im Wendischen Dorfe 23/24 53° 15′ 7″ N, 10° 24′ 43″ O         | Wohnhaus      | | 30665721 |      |
| Im Wendischen Dorfe 25 53° 15′ 7″ N, 10° 24′ 43″ O            | Wohnhaus      | | 30667856 |      |
| Im Wendischen Dorfe 27 53° 15′ 7″ N, 10° 24′ 43″ O            | Wohnhaus      | | 30657401 |      |
| Im Wendischen Dorfe 29 53° 15′ 6″ N, 10° 24′ 43″ O            | Wohnhaus      | | 30667896 |      |

## J
Wegen der großen Anzahl der Baudenkmale werden einzelne Straßen in Teillisten aufgeführt.
- Johann-Sebastian-Bach-Platz

| Lage                                               | Bezeichnung | Beschreibung | ID       | Bild |
| -------------------------------------------------- | ----------- | --- | -------- | ---- |
| Jägerstraße 53° 14′ 50″ N, 10° 23′ 10″ O           | Kalkofen    | Die Straße liegt westlich der Altstadt. Benannt wurde sie nach Klosterjägern des Michaeliskloster, die hier wohnten. Hier wurde bis 1888 Gips abgebaut. Erhalten geblieben ist ein Kalkofen, der zu Beginn des 19. Jahrhunderts erbaut wurde. Er wurde 1868/1869 stillgelegt aber noch eine Zeitlang als Eiskeller genutzt. | 30685707 | BW   |
| Julius-Wolff-Straße 1 53° 15′ 10″ N, 10° 24′ 17″ O | Wohnhaus    | Die Straße wurde nach dem Dichter Julius Wolff (1834 bis 1910) benannt. Die Straße geht von der Hindenburgstraße in südöstlicher Richtung etwa 70 Meter weit bis zur Grünanlage der ehemaligen Bastion. | 30661777 |      |
| Julius-Wolff-Straße 2 53° 15′ 10″ N, 10° 24′ 16″ O | Wohnhaus    | | 30661794 |      |
| Julius-Wolff-Straße 3 53° 15′ 10″ N, 10° 24′ 15″ O | Wohnhaus    | | 30661811 |      |
| Julius-Wolff-Straße 4 53° 15′ 10″ N, 10° 24′ 15″ O | Wohnhaus    | | 30661828 |      |

## K
Wegen der großen Anzahl der Baudenkmale werden einzelne Straßen in Teillisten aufgeführt.
- Kleine Bäckerstraße
- Koltmannstraße
- Kuhstraße

| Lage                                                       | Bezeichnung           | Beschreibung | ID       | Bild           |
| ---------------------------------------------------------- | --------------------- | --- | -------- | -------------- |
| Kalandstraße 12 53° 14′ 50″ N, 10° 24′ 46″ O               | Kalandhaus            | Der Name stammt wahrscheinlich von Haus Kalandstraße 12 ab, das die Ansicht der Straße prägt und bereits 1455 genannt wurde. Das heutige Gebäude wurde um 1481 von den Kalandbruderschaft erbaut, die sich 1274 gegründet hatte. Markant ist das gotische Dielenhaus mit hoher Diele im Erdgeschoss und mittigen spitzbogigen Eingang mit drei Nischen geziert von goldenen Figuren, die auf die Frömmigkeit der Kalandbruderschaft verwiesen: Christus mit Kreuzstab, eine Mondsichelmadonna und Gottvater als Weltenherrscher mit Reichsapfel. Unter einem glasierten Laubwerkfries an den Ecken des Gebäudes gibt es zwei Wappen des Landes und der Stadt. Der siebenteilige Giebel ist mit Taustein verziert. Der Vordergiebel wurde 1896 nach altem Vorbild rekonstruiert. | 30668877 | Weitere Bilder |
| Kalandstraße 29/31 53° 14′ 48″ N, 10° 24′ 36″ O            | Wohnhaus              | | 30681549 |                |
| Katzenstraße 1 53° 14′ 57″ N, 10° 24′ 22″ O                | Feuerwache            | Die Straße ist seit 1390 bekannt, erst war sie als „Twyte“ (Seitenstraße) ohne Namen, gegen Ende des 18. Jahrhunderts setzte sich der Name Katzenstraße durch. | 30677204 |                |
| Katzenstraße 2 53° 14′ 56″ N, 10° 24′ 22″ O                | Wohnhaus              | Das Wohnhaus Katzenstraße 2 stammt vermutlich aus dem 16. Jahrhundert. Seit 1991 wird es unter der Bezeichnung Heinrich-Böll-Haus Lüneburg als kulturelles und politisches Zentrum genutzt. | 30675311 | Weitere Bilder |
| Katzenstraße 3 53° 14′ 56″ N, 10° 24′ 21″ O                | Wohnhaus              | | 30675293 |                |
| Kaufhausstraße 2 53° 15′ 6″ N, 10° 24′ 50″ O               | Wohnhaus              | Die Straße hieß vor dem Jahr 1866 „Bei dem Kaufhaus“ oder „Hinterm Kaufhaus“. Die Straße befindet sich rechts der Ilmenau. | 30664601 |                |
| Kaufhausstraße 3 53° 15′ 7″ N, 10° 24′ 50″ O               | Wohnhaus              | | 30664619 |                |
| Kaufhausstraße 3 53° 15′ 6″ N, 10° 24′ 51″ O               | Wirtschaftsgebäude    | | 30643970 | BW             |
| Kaufhausstraße 5 53° 15′ 5″ N, 10° 24′ 49″ O               | Fassade               | Das alte Kaufhaus ist 1959 abgebrannt, nur die Fassade zur Lünertorstraße blieb erhalten. Heute ist es ein Hotel. Südlich liegt der Alte Kran an der Straße Am Fischmarkt. | 30654610 | Weitere Bilder |
| Kefersteinstraße 9 53° 14′ 28″ N, 10° 24′ 33″ O            | Wohnhaus              | Die Kefersteinstraße wurde nach dem Oberbürgermeister von Lüneburg, Georg Keferstein benannt (1831 bis 1907). | 30659848 |                |
| Kefersteinstraße 37 53° 14′ 27″ N, 10° 24′ 17″ O           | Wohnhaus              | | 30654045 |                |
| Klostergang 2/3 53° 15′ 2″ N, 10° 24′ 12″ O                | Wohnhaus              | Die Straße führte ursprünglich an der nordöstlichen Klostermauer des Benediktinerklosters St. Michael lang. Seit 1860 wird die Straße als Klostergang bezeichnet. | 30676376 | BW             |
| Klostergang 7 53° 15′ 1″ N, 10° 24′ 9″ O                   | Wohnhaus              | | 30657536 |                |
| Klostergang 9 53° 15′ 1″ N, 10° 24′ 9″ O                   | Wohnhaus              | | 30657556 |                |
| Klostergang 10 53° 15′ 1″ N, 10° 24′ 10″ O                 | Wohnhaus              | | 30676323 |                |
| Konrad-Zuse-Allee 3 53° 15′ 18″ N, 10° 24′ 57″ O           | Mannschaftsunterkunft | Der Komplex Konrad-Zuse-Allee 3, 9/11-13, 10; Marie-Curie-Straße 1/3/5, 6, 10 war die ehemalige Lüner Kaserne. Sie wurde im Wesentlichen von 1827 bis 1935 erbaut und zeigt dadurch die Entwicklung des Militärbauwesens. Der militärischen Betrieb wurde 1959 aufgegeben. Die Kasernen wurden 1999 saniert und die Straßen erhielten neue Namen. | 30687044 | BW             |
| Konrad-Zuse-Allee 10 53° 15′ 22″ N, 10° 25′ 2″ O           | Verwaltungsgebäude    | | 30687117 | BW             |
| Konrad-Zuse-Allee 9 ,11,12,13 53° 15′ 23″ N, 10° 24′ 57″ O | Dreiflügelanlage      | | 30687164 | BW             |
| Konrad-Zuse-Allee 15 53° 15′ 22″ N, 10° 24′ 59″ O          | Stabsgebäude          | | 30687140 | BW             |

## L
Wegen der großen Anzahl der Baudenkmale werden einzelne Straßen in Teillisten aufgeführt.
- Lüner Straße
- Lünertorstraße
- Lüner Weg

| Lage                                               | Bezeichnung                            | Beschreibung | ID                              | Bild           |
| -------------------------------------------------- | -------------------------------------- | --- | ------------------------------- | -------------- |
| Lauensteinstraße 11 53° 15′ 8″ N, 10° 23′ 58″ O    | Wohnhaus                               | Die Straße wurde im Jahre 1906 nach dem Lüneburger Oberbürgermeister Otto Lauenstein benannt (1881 bis 1894). Davor hieß sie Beim, Am oder Auf dem Hohengarten. | 30661648                        |                |
| Lauensteinstraße 13/15 53° 15′ 8″ N, 10° 23′ 57″ O | Doppelwohnhaus                         | | 30663383/1/-/ 30661666 30663383 |                |
| Lauensteinstraße 17/19 53° 15′ 8″ N, 10° 23′ 56″ O | Doppelwohnhaus                         | | 30663401/1/-/ 30661684 30663401 |                |
| Lauensteinstraße 21/23 53° 15′ 8″ N, 10° 23′ 55″ O | Doppelwohnhaus                         | | 30663419/1/-/ 30661702 30663419 |                |
| Lauensteinstraße 25 53° 15′ 8″ N, 10° 23′ 54″ O    | Wohnhaus                               | | 30661720                        |                |
| Lauensteinstraße 27 53° 15′ 8″ N, 10° 23′ 54″ O    | Wohnhaus                               | | 30653647                        |                |
| Lauensteinstraße 29 53° 15′ 8″ N, 10° 23′ 53″ O    | Wohnhaus                               | | 30653664                        |                |
| Lauensteinstraße 53° 15′ 8″ N, 10° 23′ 42″ O       | Friedhofskapelle                       | Die Kapelle wurde im Jahre 1791 erbaut. | 30659887                        |                |
| Lauensteinstraße 53° 15′ 11″ N, 10° 23′ 43″ O      | Friedhof                               | Der Friedhof wurde seit 1650 belegt. | 30659870                        | Weitere Bilder |
| Lindenstraße 12 53° 14′ 34″ N, 10° 24′ 21″ O       | Wohnhaus                               | Das Haus 12 wurde 1880 erbaut. Zum Wohnhaus gehört ein Gartenhaus mit der ID 30647652 | 30686918                        |                |
| Lindenstraße 21 53° 14′ 36″ N, 10° 24′ 25″ O       | Wohnhaus                               | Das Haus 21 wurde 1879 erbaut | 30686808                        | BW             |
| Ludwigstraße 1 53° 14′ 48″ N, 10° 24′ 19″ O        | Wohnhaus                               | | 30671675                        | Weitere Bilder |
| Ludwigstraße 3 53° 14′ 47″ N, 10° 24′ 19″ O        | Hinterhaus                             | | 30671627                        |                |
| Lüner Damm 53° 15′ 7″ N, 10° 25′ 4″ O              | Bahnhof Lüneburg-West, Stellwerk „Lnw“ | Das Stellwerk wurde um 1899 erbaut. Es liegt an der Strecke Lüneburg-Buchholz und trägt das Kennzeichen „Lnw“ für Lüneburg nord-west. Das Untergeschoss ist massiv, das Obergeschoss ist in Fachwerk ausgeführt. Das flache Walmdach ist mit Bitumen gedeckt. Hier sitzt heute der Eisenbahnverein „AG Verkehrsfreunde Lüneburg“. | 30657803                        |                |
| Lüner Damm 12 53° 15′ 8″ N, 10° 25′ 3″ O           | Wohnhaus                               | Baujahr 1863 | 30657820                        |                |
| Lüner Damm 13 53° 15′ 9″ N, 10° 25′ 4″ O           | Wohnhaus                               | Baujahr 1870 | 30665865                        |                |

## M
Wegen der großen Anzahl der Baudenkmale werden einzelne Straßen in Teillisten aufgeführt.
- Meinekenhop

| Lage                                                    | Bezeichnung         | Beschreibung                                                                             | ID       | Bild           |
| ------------------------------------------------------- | ------------------- | ---------------------------------------------------------------------------------------- | -------- | -------------- |
| Marie-Curie-Straße 1 ,3 ,5 53° 15′ 22″ N, 10° 24′ 53″ O | Reitstall           |                                                                                          | 30687068 | BW             |
| Marie-Curie-Straße 6 53° 15′ 23″ N, 10° 24′ 54″ O       | Stall               |                                                                                          | 30687214 | BW             |
| Marie-Curie-Straße 10 53° 15′ 24″ N, 10° 24′ 55″ O      | Reithalle           |                                                                                          | 30687189 | BW             |
| Münzstraße 1 53° 14′ 58″ N, 10° 24′ 36″ O               | Wohn-/Geschäftshaus | Die Münzstraße wurde das erste Mal im Jahre 1383 erwähnt. Hier wohnte der lokale Münzer. | 30652541 | Weitere Bilder |
| Münzstraße 2 53° 14′ 58″ N, 10° 24′ 37″ O               | Wohn-/Geschäftshaus |                                                                                          | 30652559 |                |
| Münzstraße 3 53° 14′ 58″ N, 10° 24′ 37″ O               | Wohn-/Geschäftshaus |                                                                                          | 30652577 |                |
| Münzstraße 4 53° 14′ 58″ N, 10° 24′ 38″ O               | Wohnhaus            |                                                                                          | 30652595 |                |
| Münzstraße 5 53° 14′ 59″ N, 10° 24′ 37″ O               | Lagergebäude        |                                                                                          | 30674266 |                |

## N
Wegen der großen Anzahl der Baudenkmale werden einzelne Straßen in Teillisten aufgeführt.
- Neue Sülze

| Lage                                            | Bezeichnung    | Beschreibung | ID                              | Bild           |
| ----------------------------------------------- | -------------- | --- | ------------------------------- | -------------- |
| Neue Straße 2 53° 14′ 57″ N, 10° 24′ 10″ O      | Wohnhaus       | Die Neue Straße ist die Verbindungsstraße Auf der Altstadt und Auf dem Meere. Hier befinden sich hauptsächlich Reihenhäuser für Arbeiter. | 30680371                        | Weitere Bilder |
| Neue Straße 3 53° 14′ 56″ N, 10° 24′ 10″ O      | Wohnhaus       | | 30680351                        |                |
| Neue Straße 4 53° 14′ 56″ N, 10° 24′ 10″ O      | Wohnhaus       | | 30680333                        |                |
| Neue Straße 5 53° 14′ 56″ N, 10° 24′ 10″ O      | Wohnhaus       | | 30680313                        |                |
| Neue Straße 6/7 53° 14′ 55″ N, 10° 24′ 9″ O     | Wohnhaus       | | 30680293                        |                |
| Neue Straße 9/10 53° 14′ 55″ N, 10° 24′ 10″ O   | Wohnhaus       | | 30680409                        |                |
| Neue Straße 21 53° 14′ 57″ N, 10° 24′ 10″ O     | Wohnhaus       | | 30680427                        | BW             |
| Neue Straße 22 53° 14′ 58″ N, 10° 24′ 10″ O     | Wohnhaus       | | 30680445                        |                |
| Neuetorstraße 11/13 53° 15′ 0″ N, 10° 23′ 50″ O | Doppelwohnhaus | Das Haus wurde als eingeschossiges Doppelhaus im Jahre 1745 erbaut. Es hat ein Krüppelwalmdach und liegt am Haupteingang zur Festung.     | 30663364/1/-/ 30661451 30663364 |                |

## O
Wegen der großen Anzahl der Baudenkmale werden einzelne Straßen in Teillisten aufgeführt.
- Obere Ohlingerstraße

## R
Wegen der großen Anzahl der Baudenkmale werden einzelne Straßen in Teillisten aufgeführt.
- Rackerstraße
- Reichenbachstraße
- Reitende-Diener-Straße
- Ritterstraße
- Rosenstraße
- Rotehahnstraße
- Rote Straße

| Lage                                         | Bezeichnung        | Beschreibung | ID       | Bild |
| -------------------------------------------- | ------------------ | --- | -------- | ---- |
| Rote Schleuse 1 53° 12′ 35″ N, 10° 24′ 38″ O | Ausflugsgaststätte | Die Straße Rote Schleuse ist etwa vier Kilometer südlich der Altstadt. Hier war bereits im 15. Jahrhundert eine Schleuse die den Hasenburger Bach regulierte. Gegen Ende des 19. Jahrhunderts wurde hier ein Forsthaus erbaut, es ist heute eine Gaststätte mit einem Campingplatz. | 30659339 | BW   |

## S
Wegen der großen Anzahl der Baudenkmale werden einzelne Straßen in Teillisten aufgeführt.
- Salzbrückerstraße
- Salzstraße
- Schießgrabenstraße
- Schillerstraße
- Schlägertwiete
- Schrangenstraße
- Schröderstraße

| Lage                                                | Bezeichnung              | Beschreibung | ID                              | Bild           |
| --------------------------------------------------- | ------------------------ | --- | ------------------------------- | -------------- |
| Salzstraße am Wasser 1 53° 15′ 6″ N, 10° 24′ 46″ O  | Bürgerhaus               | Die Straße liegt am Hafen der Ilmenau gegenüber der Kaufhausstraße. Hier wurden die Schiffe mit Salz beladen und andere Güter gelöscht. Das Haus Nr. 1 war lange ein Brauhaus, das Nr. 3 ein Speicher. | 30655292                        | Weitere Bilder |
| Salzstraße am Wasser 1a 53° 15′ 6″ N, 10° 24′ 46″ O | Wohnhaus                 | | 30665632                        |                |
| Salzstraße am Wasser 3 53° 15′ 8″ N, 10° 24′ 47″ O  | Speicher                 | | 30665655                        |                |
| Salzstraße am Wasser 6 53° 15′ 8″ N, 10° 24′ 47″ O  | Speicher                 | | 30665677                        | BW             |
| Schlöbckeweg 53° 14′ 57″ N, 10° 23′ 51″ O           | Gedenkstein              | Der Schlöbckeweg zweigt von der Straße Beim Benedikt ab und führt zum Kalkberg. Der Baurat Eduard Schlöbcke wollte den Kalkberg zum Naturdenkmal machen. Der Sandsteinobelisk wurde im Jahre 1783 aufgestellt und sollte an die in der Kirche bestatten Offiziere gedenken. Die Gedenkinschrift ist lateinisch.                                                                             | 30654909                        | Weitere Bilder |
| Soltauer Straße 53° 14′ 14″ N, 10° 23′ 55″ O        | Friedhofskapelle         | | 30686478                        | BW             |
| Soltauer Straße 53° 14′ 10″ N, 10° 23′ 45″ O        | Zentralfriedhof          | | 30659652                        | BW             |
| Soltauer Straße 53° 13′ 28″ N, 10° 23′ 37″ O        | Hasenburger Mühlenbrücke | Die Straße hieß bis 1908 Hasenburger Chaussee. Die Hasenburger Mühlenbrücke wurde 1913 erbaut. | 30657237                        | BW             |
| Stresemannstraße 1 53° 14′ 39″ N, 10° 24′ 36″ O     | Wohnhaus                 | Die Straße wurde im Jahre 1976 nach dem Friedensnobelpreisträger Gustav Stresemann umbenannt. | 30654244                        |                |
| Stresemannstraße 3 53° 14′ 39″ N, 10° 24′ 37″ O     | Wohnhaus                 | | 30654261                        |                |
| Stresemannstraße 4 53° 14′ 41″ N, 10° 24′ 36″ O     | Wohnhaus                 | | 30663900                        |                |
| Stresemannstraße 5 53° 14′ 38″ N, 10° 24′ 37″ O     | Wohnhaus                 | | 30654278                        |                |
| Stresemannstraße 6 53° 14′ 40″ N, 10° 24′ 37″ O     | Wohnhaus                 | | 30663881                        |                |
| Stresemannstraße 8 53° 14′ 39″ N, 10° 24′ 38″ O     | Wohnhaus                 | | 30659014                        |                |
| Stresemannstraße 10 53° 14′ 39″ N, 10° 24′ 38″ O    | Wohnhaus                 | | 30659031                        |                |
| Stresemannstraße 12 53° 14′ 39″ N, 10° 24′ 38″ O    | Wohnhaus                 | | 30663864                        |                |
| Sülfmeisterstraße 1 53° 14′ 40″ N, 10° 24′ 5″ O     | Siedehaus                | In der Sülfmeisterstraße 1 ist das Deutsche Salzmuseum. Das Museum befindet sich am südwestlichen Ortsrand. Hier ist das letzte Siedehaus, ein Brunnenhaus, zwei Solebehälter und der so genannte Eselstall von 1913. Das Siedehaus wurde von 1923 bis 1925 erbaut, es wurde bis in das Jahr 1980 genutzt. In dem Museum ist auch die letzte von insgesamt sechs historischen Siedepfannen. | 30663776                        | Weitere Bilder |
| Sülfmeisterstraße 53° 14′ 39″ N, 10° 24′ 6″ O       | Salzmagazin              | | 30644300                        | BW             |
| Sülfmeisterstraße 53° 14′ 42″ N, 10° 24′ 5″ O       | Brunnenhaus              | Das Brunnenhaus wurde 1832 von Laves erbaut. | 30663800                        | BW             |
| Sülfmeisterstraße 53° 14′ 37″ N, 10° 24′ 5″ O       | Solebehälter             | | 37965930/1/-/ 30663800 37965930 | BW             |
| Sülfmeisterstraße 53° 14′ 36″ N, 10° 24′ 6″ O       | Eselstall                | | 30658404                        |                |
| Sülztorstraße 2 53° 14′ 42″ N, 10° 24′ 12″ O        | Wohn-/Geschäftshaus      | Hier befand sich früher ein Stadttor, daher der Name der Straße Sülztorstraße. | 30681387                        |                |
| Sülztorstraße 3 53° 14′ 41″ N, 10° 24′ 12″ O        | Wohnhaus                 | | 30658772                        |                |

## U
Wegen der großen Anzahl der Baudenkmale werden einzelne Straßen in Teillisten aufgeführt.
- Untere Ohlingerstraße

| Lage                                               | Bezeichnung                 | Beschreibung | ID                              | Bild |
| -------------------------------------------------- | --------------------------- | --- | ------------------------------- | ---- |
| Uelzener Straße 53° 14′ 20″ N, 10° 24′ 8″ O        | Wandelhalle (Eingangshalle) | Die Uelzener Straße verläuft in Richtung Süden und hat ihren Namen von der südlich liegenden Stadt Uelzen.                                                 | 30659669                        | BW   |
| Uelzener Straße 53° 14′ 22″ N, 10° 24′ 5″ O        | Gradierwerk                 | Das Gradierwerk wurde im Jahre 1910 errichtet und 1925 erweitert.                                                                                          | 30659694                        | BW   |
| Uelzener Straße 2 53° 14′ 18″ N, 10° 24′ 8″ O      | Park                        | An der westlichen Seite der Straße befindet sich der Kurpark mit Gradierwerk und Wandelhalle. Angelegt wurde der Kurpark von der Firma Gebrüder Siesmayer. | 30686500                        | BW   |
| Uelzener Straße 2 53° 14′ 31″ N, 10° 24′ 16″ O     | Wohnhaus                    | | 30653926                        |      |
| Uelzener Straße 4 53° 14′ 31″ N, 10° 24′ 16″ O     | Wohnhaus                    | | 30653943                        |      |
| Uelzener Straße 6 53° 14′ 30″ N, 10° 24′ 16″ O     | Wohnhaus                    | | 30653960                        |      |
| Uelzener Straße 8 53° 14′ 29″ N, 10° 24′ 16″ O     | Wohnhaus                    | | 30653977                        |      |
| Uelzener Straße 10/12 53° 14′ 28″ N, 10° 24′ 16″ O | Wohnhaus                    | | 30654011/1/-/ 30653994 30654011 |      |
| Uelzener Straße 14 53° 14′ 28″ N, 10° 24′ 16″ O    | Wohnhaus                    | | 30654028                        |      |

## V
Wegen der großen Anzahl der Baudenkmale werden einzelne Straßen in Teillisten aufgeführt.
- Van-der-Mölen-Straße

| Lage                                                      | Bezeichnung         | Beschreibung | ID                              | Bild |
| --------------------------------------------------------- | ------------------- | --- | ------------------------------- | ---- |
| Volgerstraße 29 53° 14′ 29″ N, 10° 24′ 29″ O              | Wohnhaus            | Die Straße wurde nach dem Lehrer und Rektor Wilhelm Friedrich Volger benannt. Zweigeschossiger Backsteinbau unter hohem ausgebautem Dach in Pfannendeckung. Der Baukörper besteht aus zwei, sich durchdringenden zweigeschossigen Trakten, in Nord-Süd-Richtung unter hohem Krüppelwalmdach mit Zierfachwerk im OG und in Ost-West-Richtung unter Satteldach. Letzterer mit siebenbahnigem Staffelgiebel in straßenseitiger Ostfassade, weiterer dreifacher Staffelgiebel im anderen Trakt an Nordfassade; Gliederung durch Erker und Vorbauten, segment- und spitzbogenförmige Öffnungen, Fassadenschmuck in Form von Bändern glasierter Backsteine und besonderen Backsteinformsteinen, die Gesimsbänder u.ä. bilden. Im Putz gestaltete Blendfelder in Form von runden und spitzbogigen Öffnungen. Erbaut 1904 nach Entwurf des Lüneburger Architekten Franz Krüger für den Arzt Richard Hölscher. | 30659828                        |      |
| Volgerstraße 32 53° 14′ 31″ N, 10° 24′ 31″ O              | Wohnhaus            | | 30660422                        |      |
| Volgerstraße 34 53° 14′ 31″ N, 10° 24′ 31″ O              | Wohnhaus            | | 30660442                        |      |
| Volgerstraße 36 53° 14′ 30″ N, 10° 24′ 31″ O              | Wohnhaus            | | 30658878                        |      |
| Vor dem Bardowicker Tore 3/5 53° 15′ 15″ N, 10° 24′ 34″ O | Doppelhaus          | Die Straße ist die nördliche Verlängerung der Bardowicker Straße. Im Doppelhaus Nr. 3/5, an der westlichen Seite der Straße, ist jetzt das Straßenbauamt. | 30663249/1/-/ 30660402 30663249 | BW   |
| Vor dem Neuen Tore 1 53° 15′ 3″ N, 10° 23′ 44″ O          | Wohnhaus            | | 30661431                        |      |
| Vor dem Neuen Tore 2 53° 15′ 3″ N, 10° 23′ 43″ O          | Wohnhaus            | | 30661412                        |      |
| Vor dem Neuen Tore 3 53° 15′ 2″ N, 10° 23′ 42″ O          | Wohnhaus            | | 30661393                        |      |
| Vor dem Neuen Tore 31 53° 14′ 59″ N, 10° 23′ 21″ O        | Hermann-Löns-Schule | Traufständiger langgestreckter, symmetrisch gestalteter zweigeschossiger Backsteinbau, unter ziegelgedecktem Walmdach mit zwei dreigeschossigen giebelständigen Kopfbauten, seitlich anschließend je ein eingeschossiger Pavillon unter Walmdach. Kompakte Baukörper auf hohem Sockelgeschoss in Backstein, segmentbogenförmige Öffnungen, sparsamer Fassadenschmuck. Entworfen 1900 vom Lüneburger Architekten Franz Krüger, erbaut bis 1901 unter der Bauleitung des Lüneburger Stadtbaumeister Richard Wilhelm Kampf. 1950 wurden die beiden Kopfbauten um ein Geschoss aufgestockt. | 30659910                        | BW   |

## W
| Lage                                                    | Bezeichnung    | Beschreibung | ID       | Bild           |
| ------------------------------------------------------- | -------------- | --- | -------- | -------------- |
| Waagestraße 1 53° 15′ 0″ N, 10° 24′ 24″ O               | Nebengebäude   | Die Waagestraße befindet sich direkt südlich des Lüneburger Rathauses. | 30674861 | Weitere Bilder |
| Waagestraße 1a 53° 15′ 0″ N, 10° 24′ 26″ O              | Nebengebäude   | Die Waagestraße befindet sich direkt südlich des Lüneburger Rathauses. | 30674815 | Weitere Bilder |
| Waagestraße 1b 53° 15′ 0″ N, 10° 24′ 25″ O              | Nebengebäude   | Das Gebäude wird auch „Das schwangere Haus“ genannt | 30674838 | Weitere Bilder |
| Wallstraße 3 53° 14′ 45″ N, 10° 24′ 28″ O               |                | Die Straße befindet sich südlich der Altstadt. Sie wurde nach 1866 angelegt. Das Haus ist traufständig und zweigeschossig aus Backstein. | 30658898 |                |
| Wandfärberstraße 5 53° 14′ 57″ N, 10° 24′ 44″ O         | Wohnhaus       | Die Straße hat ihren Namen von Färbern, die hier früher wohnten. Vom 16. bis zum 18. Jh sind hier Färbereien belegt. | 30669040 |                |
| Wandfärberstraße 5 53° 14′ 56″ N, 10° 24′ 45″ O         | Nebengebäude   | | 30644146 |                |
| Wandfärberstraße 6 53° 14′ 56″ N, 10° 24′ 45″ O         | Wohnhaus       | | 30658944 | Weitere Bilder |
| Wandfärberstraße 6a 53° 14′ 56″ N, 10° 24′ 45″ O        | Wohnhaus       | | 30669063 |                |
| Wandfärberstraße 7 53° 14′ 56″ N, 10° 24′ 46″ O         | Weißer Schwan  | | 30658918 | Weitere Bilder |
| Wandfärberstraße 8 53° 14′ 56″ N, 10° 24′ 46″ O         | Stadthaus      | | 30669081 |                |
| Wandfärberstraße 9 53° 14′ 57″ N, 10° 24′ 45″ O         | Wohnhaus       | | 30669021 |                |
| Wandrahmstraße 10 53° 14′ 48″ N, 10° 24′ 58″ O          | Museum         | Im 17./18. Jahrhundert wurden hier Gestelle zum Trocknen von gefärbten Tüchern aufgestellt. In der Wandrahmstraße 10 befindet sich das Museum für das Fürstentum Lüneburg. | 30658063 |                |
| Wandrahmstraße 14 53° 14′ 47″ N, 10° 24′ 55″ O          | Wohnhaus       | Zum Objekt gehört eine Remise mit der ID 30644425 | 30658967 |                |
| Wandrahmstraße 15 53° 14′ 47″ N, 10° 24′ 53″ O          | Wohnhaus       | | 30680650 |                |
| Wandrahmstraße 15 53° 14′ 47″ N, 10° 24′ 54″ O          | Einfriedung    | | 30647850 |                |
| Wilschenbrucher Weg 21 53° 14′ 35″ N, 10° 24′ 40″ O     | Wohnhaus       | Die Straße wurde nach einem nahegelegten Hof benannt. Hier befindet sich das Lehrerseminar (84/84a), dieses wurde von 1914 bis 1917 erbaut. Heute ist es ein Teil der Universität. | 30661162 |                |
| Wilschenbrucher Weg 23 53° 14′ 35″ N, 10° 24′ 40″ O     | Wohnhaus       | | 30661179 |                |
| Wilschenbrucher Weg 25 53° 14′ 35″ N, 10° 24′ 40″ O     | Wohnhaus       | | 30661196 |                |
| Wilschenbrucher Weg 27 53° 14′ 34″ N, 10° 24′ 40″ O     | Wohnhaus       | | 30661213 |                |
| Wilschenbrucher Weg 29 53° 14′ 34″ N, 10° 24′ 40″ O     | Wohnhaus       | | 30661230 |                |
| Wilschenbrucher Weg 37 53° 14′ 31″ N, 10° 24′ 41″ O     | Wohnhaus       | | 30660580 |                |
| Wilschenbrucher Weg 65 53° 14′ 25″ N, 10° 24′ 41″ O     | Stadtvilla     | Giebelständiger zweigeschossiger massiver Bau mit verputzten Fassaden, unter pfannengedeckten hohen Dächern. Der Baukörper besteht aus zwei, sich durchdringenden zweigeschossigen Trakten, in Ost-West-Richtung unter Satteldach Nord-Süd-Richtung unter steilem Mansarddach, darin zweigeschossiger Risalit im Eingangsbereich an Nordfassade; vor Eingang Freitreppe. Erbaut 1909/10 durch Lüneburger Architekten Franz Krüger. | 30686285 |                |
| Wilschenbrucher Weg 84/84a 53° 14′ 25″ N, 10° 24′ 43″ O | Seminargebäude | Ehemaliges Königliches Lehrerseminar, errichtet 1914 bis 1917 nach Entwürfen des Staatshochbauamts Lüneburg. Dreigeschossiger Backsteinbau, zusammengesetzt aus drei versetzt angeordneten Gebäudeflügeln auf rechteckigen Grundflächen mit niedrigeren Verbindungsbauten unter Walmdächern. Mittelbau mit zwölf Achsen, an der Straße gelegen, mit zentralem Zwerchhaus mit geschwungenem Giebel, seitliche Fledermausgaube, Lisenen mit Backsteindekor, dezentralem Eingangsportal. Nebenflügel im Süden mit neun Fensterachsen zurückversetzt, mit langgezogener Gaube, Lisenen, teilweise mit Backsteindekor, dezentralem schlichteren Eingang. Nordflügel zweigeschossig mit einer Aula im erhöht ausgebildete OG und großen Fensteröffnungen, zentrales Zwerchhaus unter geschwungenem Giebel, Lisenen mit Backsteindekor. Im Gebäudeinneren Wandfresko „Lebenkreise“ von Horst Eisbrecher von 1955. | 30659738 |                |

## Z
| Lage                                      | Bezeichnung  | Beschreibung | ID       | Bild           |
| ----------------------------------------- | ------------ | --- | -------- | -------------- |
| Zollstraße 1 53° 14′ 56″ N, 10° 24′ 35″ O | Nebengebäude | Die Zollstraße befindet sich in der Altstadt. Sie verläuft in West-Ost-Richtung von der Großen Bäckerstraße bis zur Straße Auf dem Wüstenort. Das Hinterhaus Nr 1 bildet mit dem Haus Auf dem Wüstenort 6 eine Einheit. | 30659048 | Weitere Bilder |

## Ortsteile
| Lage                                                         | Bezeichnung               | Beschreibung | ID       | Bild |
| ------------------------------------------------------------ | ------------------------- | --- | -------- | --- |
| Böhmsholz 53° 14′ 1″ N, 10° 20′ 4″ O                         | Ehemaliges Forsthaus      | Das ehemalige Forsthaus wurde wahrscheinlich am Anfang des 19. Jahrhunderts erbaut. Es ist ein Fachwerkbau mit einem Krüppelwalmdach. Es ist ein langgestreckter Bau aus Fachwerk, der Eingang befindet sich in der Mitte. | 30659381 | Weitere Bilder |
| Häcklingen, Am Wischfeld 16 53° 12′ 27″ N, 10° 22′ 43″ O     | Villa Möllering           | Das Haus wurde im Jahre 1906 als Mädchenschule erbaut. Im Jahre 1935 erwarb Alexander Möllering das Haus. Am 18. April 1945 zog der Befehlshaber der 2. britischen Armee, General Dempsey in das Haus. Dort trafen am 3. Mai 1945 Vertreter der letzten Reichsregierung aus Flensburg-Mürwik ein, um die Teilkapitulation der Wehrmacht für Nordwestdeutschland, Dänemark und die Niederlande zu vereinbaren. Erste Verhandlungen fanden noch dort in der Villa statt. Die Teilkapitulation wurde schließlich am 4. Mai auf Timeloberg bei Wendisch Evern unterschrieben. Die Villa wurde 2020 abgerissen. |          | |
| Hagen, Apfelallee 1 53° 14′ 0″ N, 10° 27′ 28″ O              | Wohn-/ Wirtschaftsgebäude | Das Wohn- und Wirtschaftsgebäude der Hofanlage wurde in der ersten Hälfte des 19. Jahrhunderts erbaut. Es ist ein Vierständerhallenhaus. Zum Hof gehören ein Speicher und ein Stall. | 30659069 | [[Vorlage:Bilderwunsch/code!/C:53.233278,10.457882!/D:Hagen, Apfelallee 1, Wohn-/ Wirtschaftsgebäude!/\|BW]]           |
| Hagen, Apfelallee 1 53° 13′ 59″ N, 10° 27′ 28″ O             | Stall                     | | 30687566 | [[Vorlage:Bilderwunsch/code!/C:53.233145,10.457877!/D:Hagen, Apfelallee 1, Stall!/\|BW]]                               |
| Hagen, Apfelallee 1 53° 14′ 1″ N, 10° 27′ 27″ O              | Speicher                  | | 30659594 | [[Vorlage:Bilderwunsch/code!/C:53.233501,10.457617!/D:Hagen, Apfelallee 1, Speicher!/\|BW]]                            |
| Ochtmissen, Ochtmisser Straße 1 53° 12′ 55″ N, 10° 22′ 12″ O | Wohn-/ Wirtschaftsgebäude | Das Wohn- und Wirtschaftsgebäude wurde 1833 laut einer Inschrift erbaut. Im Wohnteil des Gebäudes befindet sich heute eine Gaststätte. | 30659631 | [[Vorlage:Bilderwunsch/code!/C:53.21514,10.37001!/D:Ochtmissen, Ochtmisser Straße 1, Wohn-/ Wirtschaftsgebäude!/\|BW]] |
| Ochtmissen, Ochtmisser Straße 5 53° 16′ 28″ N, 10° 23′ 32″ O | Speicher                  | Der Speicher wurde im 18. Jahrhundert erbaut. Es ist ein Fachwerkbau mit einem reetgedeckten Satteldach. | 30659612 | [[Vorlage:Bilderwunsch/code!/C:53.27456,10.39209!/D:Ochtmissen, Ochtmisser Straße 5, Speicher!/\|BW]]                  |
| Reppenstedt Hasenwinkel 1 53° 14′ 54″ N, 10° 22′ 15″ O       | Wohnhaus                  | Errichtet wurde das Haus im späten 18. Jahrhundert. | 30659280 | Weitere Bilder |
| Rettmer, Lüneburger Straße 19 53° 12′ 51″ N, 10° 22′ 14″ O   | Wohn-/ Wirtschaftsgebäude | Inschriftlich wurde das Wohn- und Wirtschaftsgebäude im Jahre 1836 erbaut. Es ist eine Vierständerhallenhaus mit einem Halbwalmdach, wobei Reste eine Zweiständerhaus aus dem Jahr 1555 erhalten geblieben sind. Heute befindet sich hier eine Gaststätte. | 30659361 | [[Vorlage:Bilderwunsch/code!/C:53.21421,10.37061!/D:Rettmer, Lüneburger Straße 19, Wohn-/ Wirtschaftsgebäude!/\|BW]]   |
| Schnellenberg 53° 14′ 12″ N, 10° 22′ 22″ O                   | Gut Schnellenberg         | Das Gut Schnellenberg wurde ab dem 16. Jahrhundert erbaut. Das Herrenhaus wurde inschriftlich im Jahre 1802 erbaut, der Entwurf kam vermutlich von Christian Ludwig Ziegler. Es ist ein Fachwerkhaus mit Halbwalmdach. |          | BW |
| Wienebüttel 53° 15′ 43″ N, 10° 22′ 23″ O                     | Gut Wienebüttel           | Das Gut liegt nordwestlich der Altstadt von Lüneburg. Es lässt sich bis ins 14. Jahrhundert zurückverfolgen. Das Herrenhaus wurde von Edwin Oppler entworfen. |          | BW |

## Sonstige Baudenkmale in Lüneburg
| Lage                        | Bezeichnung         | Beschreibung | ID | Bild |
| --------------------------- | ------------------- | --- | -- | ---- |
| 53° 17′ 8″ N, 10° 21′ 58″ O | Lüneburger Landwehr | Zusätzlich zur Stadtbefestigung um die Altstadt wurde von 1397 bis 1484 eine Landwehr errichtet. Diese hatte die Form eines unregelmäßigen Ringes, der Abstand zur Stadt betrug bis zu zehn Kilometer. Die Landwehr wurde nicht zur Verteidigung erbaut, sie zeigt das Stadtgebiet von Lüneburg an. Durchreisende konnten so die Stadt umgehen, oder mussten Gebühren für die Durchquerung bezahlen. |    |      |